# Carbonado

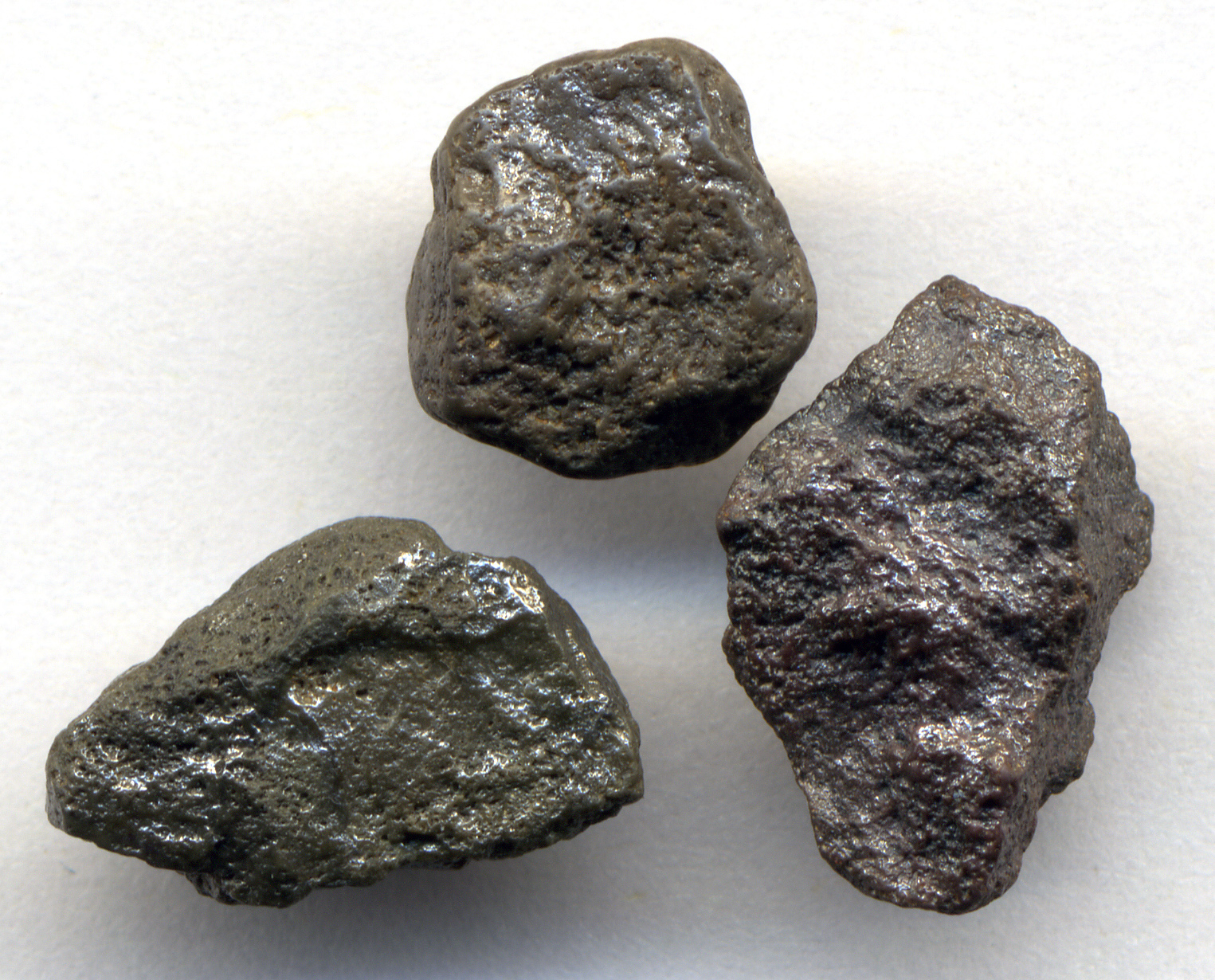
Drei Carbonados (4,05 ct, 4,07 ct und 5,09 ct) aus der Region Bangui, Zentralafrika

Carbonado (spanisch für verkohlt), oft auch schwarzer Diamant genannt, ist eine sehr selten vorkommende polykristalline Varietät des Minerals Diamant.
Als ein aus vielen kleinen Diamantkristalliten zusammengesetztes, poröses Aggregat von überwiegend unregelmäßiger – selten auch würfeliger oder abgerundet würfeliger – Form enthalten Carbonados viele Beimengungen wie Kohlenstoff bzw. Graphit, verschiedene Metalloxide, sowie kalium-, aluminium- oder siliciumhaltige Minerale. Als weitere Porenfüllung wurden noch Eisen, Nickel, Chrom, Kupfer, Magnesium, Beryllium und manchmal Calcium gefunden. Nach Auffassung verschiedener Forscher wurden sie jedoch erst nach der Entstehung der Carbonados eingebracht und können daher nicht zur Erklärung von dessen Entstehungsgeschichte herangezogen werden. Diese Beimengungen sind auch für die dunkelgraue oder rostbraune bis schwarze Farbe verantwortlich.

## Eigenschaften
Die Größe der Einzelaggregate schwankt im Allgemeinen zwischen 0,001 und 0,2 Millimetern. Bisher fand man nur ein einziges Mal einen Carbonado von außergewöhnlicher Größe, der sogar den berühmten Cullinan-Diamanten übertraf. Der Carbonado do Sérgio wurde 1895 im Gebiet um Lençois (Bahia) entdeckt und hatte ein Gewicht von 3167 Karat (Cullinan: ≈3106 Karat), also etwa 633 Gramm.
Die Dichte von Carbonado schwankt zwischen 3,1 und 3,4 g/cm³ (Fundort: Macaúbas-Becken). Die von Stephen E. Haggerty 1998 untersuchten Carbonados unbekannter Herkunft hatten sogar nur eine Dichte von 2,8 g/cm³. Bei Diamanten liegt die Dichte dagegen üblicherweise bei etwa 3,515 g/cm³. Trotz seiner im Vergleich zum Diamanten geringen Dichte ist die Härte eines Carbonados derart hoch, dass er mit normalen Schleifmethoden nicht zu bearbeiten ist. Einer Forschergruppe unter K. De Corte gelang es 2004 nur mithilfe eines Lasers, Carbonados zu formen und zu polieren. Seine große Härte und im Zuge dessen seine entsprechend hervorragenden abrasiven Eigenschaften wären von großem Nutzen für die technische Industrie. Einer großangelegten industriellen Verwendung als Schleifmittel steht jedoch sein überaus seltenes Vorkommen entgegen. Vordringliches Ziel der Forschung ist es daher, die Bildungsbedingungen von Carbonados zu entschlüsseln und diesen wenn möglich synthetisch herzustellen.

## Geschichte
Die frühesten Berichte von Carbonadofunden und ihrer Zuordnung zum Diamanten stammen aus dem Jahre 1840 aus Chapada Diamantina (Bahia), wo sie aus den dortigen Flussseifen gewaschen wurden.
Nach der Entdeckung großer Diamantvorkommen in Südafrika brach die Gewinnung brasilianischer Diamanten zwar ein, die Nachfrage von Carbonados blieb jedoch aufgrund seiner für die Industrie wertvollen Eigenschaften fast unverändert hoch. So stieg der Anteil an Carbonados auf 60 bis 70 % der Gesamtproduktion (Stand: 2004). Bahia fördert heute jedoch weder Diamanten noch Carbonados. Mit der Erklärung des gesamten Gebietes zum Nationalschutzgebiet wurde auch jede Schürfaktivität streng verboten.
Im Januar 2011 erhielt der neue Erweiterungsbau Schwarzer Diamant des Deutschen Bergbau-Museums Bochum einen Carbonado mit einem Gewicht von ca. 3,4 Karat. Der Juwelier Michael Mauer begründete seine Schenkung mit den Worten: „In den Schwarzen Diamant gehört ein schwarzer Diamant“; hier stünde er auf Kohle und hier habe er gelernt, ‚Kohle‘ zu machen, weshalb er auch etwas Kohle an die Stadt zurückgeben könne.
Der bisher größte bekannte schwarze Diamant ist The Enigma mit einem Gewicht von 555,55 Karat (ct) und 55 Facetten. Damit übertrifft er selbst den als Großer Stern von Afrika bekannten Cullinan I (530,2 ct). Sein Alter wird auf mindestens 2,6 Mrd. Jahre geschätzt.

## Bildung und Fundorte
Da ein Diamant unter irdischen Bedingungen nur in großer Tiefe bei hohem Druck und hoher Temperatur entsteht, was einen kompakten Aufbau in der bekannten Form zur Folge hat, wurde schon früh vermutet, dass Carbonado nicht auf der Erde entstand. Seine Poren enthalten Wasserstoff und sind zudem mit Quarz aufgefüllt, was eine Untersuchung des Infrarotspektrums zur Klärung seiner Herkunft bisher unmöglich machte. Jozsef Garai und Stephen Haggerty von der Florida International University fanden jedoch eine Möglichkeit: Sie zermahlten Proben von Carbonado und entfernten den Quarz mithilfe von Salz- und Flusssäure. Bei anschließender Bestrahlung mit intensiver Synchrotronstrahlung wurde festgestellt, dass das Spektrum der Carbonados dem von Diamanten aus Meteoriten sehr ähnlich ist.
Tatsächlich gibt es jedoch nach wie vor nur Vermutungen über die genauen Bildungsbedingungen von Carbonados, mehr oder weniger gestützt auf der Zusammensetzung der bisher untersuchten Proben bzw. den geologischen Eigenschaften der jeweiligen Fundorte.
Besonders auffällig ist dabei, dass die „schwarzen Diamanten“ nie isoliert, sondern immer zusammen mit normalen Diamanten gefunden werden. Dagegen traf man sie bisher nicht in Kimberliten oder verwandten Gesteinen, den typischen Muttergestein von Diamanten, an, sondern nur sekundär in Seifen. So ist beispielsweise die Region des Macaúbas-Flusses in Minas Gerais durch glaziale (eiszeitliche) Sedimentation vor etwa 950 Millionen Jahren (nach Pedrosa-Soares et al., 2000) entstanden. Da zudem im Macaúbas-Becken neben Diamanten und Carbonados auch Chrysoberyll, Monzanit, Staurolith und Almandin gefunden wurden, die ihren bekannten Bildungsbedingungen zufolge nicht in den dort vorhandenen geologischen Formationen entstanden sein können, kommt nur ein Transport durch eiszeitliche Gletscher aus nordnordwestlicher Richtung (Bahia) mit anschließender alluvialer Anreicherung in Frage.
Als Fundorte wurden bisher insgesamt nur Diamantina und Lençois in Bahia, die Region des Macaúbas-Flusses (auch Macaúbas-Formation, früher Macahúbas) in Minas Gerais, die Zentralafrikanische Republik, Western Australia, Venezuela, Englisch-Guyana, Nordchina, Borneo sowie Sacha (Jakutien) in Russland bekannt.